# Portret nieznanego mężczyzny (drugi obraz El Greca z 1605)
Portret nieznanego mężczyzny – obraz olejny autorstwa hiszpańskiego malarza pochodzenia greckiego Dominikosa Theotokopulosa, znanego jako El Greco.
Jest to jeden z licznych portretów El Greca przedstawiający portret obywatela miasta Toledo o nieznanej tożsamości. Portret nieznanego mężczyzny przedstawia typowego Hiszpana, intelektualistę o bardzo wyraźnych rysach, wykonany jest z ogromną dokładnością. Mężczyzna ma wąską i długą głowę, wypukłe czoło, szerokie brwi, ściśnięte skronie i duże oczy charakterystyczne dla malowanych przez malarza modeli. Wokół szyi znajduje się biała kryza z widocznym refleksem.
Obraz jest sygnowany przez artystę. W zbiorach amerykańskich istnieje studium przygotowawcze o mniejszym formacie służące do wykonania portretu. Pierwotnie obraz znajdował się w wiejskiej rezydencji księcia Arco’s